# 富村隆一
富村 隆一（とみむら りゅういち、1959年2月17日 - ）は日本の事業家。

## 経歴
東京都出身。昭和58年（1983年）カリフォルニア大学ロサンゼルス校を経済学専攻にて卒業。
1983年日本アイ・ビー・エム株式会社入社。金融第一営業本部営業課長（三井銀行担当）。株式会社リクルートネットワーク事業部長を経て、1994年プライスウォーターハウスコンサルタント株式会社（のちにＰｗＣコンサルテイング株式会社に社名変更）常務取締役マネージングパートナー。2002年IBMコーポレーション アジア・パシフィック ストラテジー＆マーケティング（BCS)担当ヴァイスプレジデント。2004年 日本テレコム株式会社（現ソフトバンク）代表執行役副社長。2007年 株式会社ＲＨＪインターナショナル・ジャパン（旧リップルウッド・ジャパン） 代表取締役、株式会社アルファパーチェス 取締役、株式会社ディーアンドエムホールディングス 取締役、シャクリー・グローバル・グループ 取締役、日本シャクリー株式会社 取締役。2008年 株式会社シグマクシス（現シグマクシス・ホールディングス）設立　同社取締役パートナー。2009年 フェニックスリゾート株式会社取締役。2012年 株式会社Plan Do See取締役。2015年 株式会社新生銀行（現SBI新生銀行）取締役。2018年 株式会社シグマクシス（現シグマクシス・ホールディングス）代表取締役社長。2020年 株式会社ベクトル取締役。2021年 株式会社シグマクシス・ホールディングス代表取締役社長。2024年同社会長、株式会社シグマクシス取締役会長、インフォコム株式会社取締役。2025年 株式会社アムタス取締役。
2025年現在　株式会社シグマクシス・ホールディングス会長/株式会社シグマクシス取締役会長/株式会社アムタス取締役